# TT20
La tombe thébaine TT 20 est située à Dra Abou el-Naga, dans la nécropole thébaine, sur la rive ouest du Nil, face à Louxor en Égypte.
C'est la sépulture de Mentouherkhépeshef, qui est porte-éventail et maire d‘Aphroditopolis au milieu de la XVIIIe dynastie, probablement sous le règne de Thoutmôsis III. Mentouherkhépeshef est le fils d'une dame du nom de Taysent.

## Description
Les scènes dans la tombe montrent des cérémonies funéraires. Les participants portent le cercueil, il y a un « rassemblement de l'olivier », ainsi que la représentation de captifs nubiens.
Une autre scène montre Mentouherkhépeshef à la chasse dans le désert. Il y a des scènes montrant des moutons sauvages et une autre montrant une ânesse donnant naissance.